# Gara Aradul Nou
Gara Aradul Nou este a doua gară ca mărime din Municipiul Arad și un punct important de oprire pe linia CF spre Vălcani, Radna-Simeria și Timișoara.